# Фудбалска репрезентација Демократске Републике Конго
Фудбалска репрезентација Демократске Републике Конго је фудбалски тим који представља Демократску Републику Конго на међународним такмичењима и под контролом је Фудбалског савеза Демократске Републике Конго.
Репрезентација Демократске Републике Конго је петнаест пута учествовала на Афричком купу нација. Најбољи пласман је остварила 1968. и 1974. године када је постала првак. До сада је уписала један наступ на Светском првенству и то 1974. године у Западној Немачкој.

## Историја
Своју прву утакмицу репрезентација Демократске Републике Конго је одиграла 1948. године против Северне Родезија (данашња Замбија). Победила је са 3-2. Прву званичну утакмицу је одиграла 13. априла 1963. године против Мауританије и победила са 6-0.
Први наступ на завршном турниру Афричког купа нација је забележила 1965. године. Била је у групи са Ганом и Обалом Слоноваче. Поражена је у обе утакмице, те тако такмичење завршила без бодова. Међутим, на наредном Афричком купу нација на којем је била домаћин долази до титуле. У групи је играла са Ганом, Сенегалом и Конгом. Заузела је друго место са четири освојена бода. У полуфиналу је била боља од Етиопије са 3-2, да би у финалу победила Гану са 1-0. Стрелац побједоносног гола је био Калала Мукенди.
На Афричком купу нација 1974. године који се одржао у Египту долази до друге титуле. Репрезентација је тада под именом Заир била у групи са Конгом, Гвинејом и Маурицијусом. Заузела је друго место са четири освојена бода. У полуфиналу је била боља од Египта са 3-2. У финалној утакмици је играла против Замбије, резултат је гласио 2-2. Два дана касније је одигран нови меч у којем је Заир победио са 2-0. Репрезентативац Заира Муламба Ндаје је био најбољи стријелац турнира са 9 постигнутих голова.
Свој први и за сада једини пласман на Светско првенство остварила је 1974. године У Западној Немачкој. Прву утакмицу је играла против Шкотске и поражена је са 2-0. У другом мечу је поражена од Југославије са 9-0, што је највећи пораз Демократске Републике Конго у историји. У трећем колу је играла против Бразила и изгубила са 3-0. Турнир је завршила на последњем месту без освојеног бода.
Затим је уследила криза резултата која је трајала петнаестак година. Почетком деведесетих година двадесетог века Конго поново почиње да бележи значајније резултате. На афричком првенству 1992, 1994 и 1996 стижу до четвртфинала, да би на првенству Буркини Фасо, 1998. године освојили треће место. Групу су завршили на другом месту у конкуренцији Туниса, Гане и Тогоа. У четвртфиналу су победили Камерун са 1:0, да би у полуфиналу били поражени од Јужне Африке после продужетака са 2:1. у борби за медаљу победили су домаћина након извођења једанаестераца. Након овог успеха, Конго није има запаженијих резултата, а најбољи пласмани су им били четвртфинале 2002. и 2006. године. 
Након тога су пропустили три првенства, да би се Афричком купу нација 2013. године пласирали, али су испали већ у групној фази. На Афричком купу нација 2015. Конго остварује један од највећих успеха и осваја 3. место након победе на пеналима против домаћина, Екваторијалне Гвинеје.

## Успеси

### Светска првенства
- 1930 до 1970 – Нису учествовали
- 1974 – Групна фаза
- 1978 – Повукли се
- 1982 – Нису се квалификовали
- 1986 – Дисквалификовани
- 1990 до 2022 – Нису се квалификовали

### Афрички куп нација
| - 1957 – Нису учествовали - 1959 – Нису учествовали - 1962 – Нису учествовали - 1963 – Нису учествовали - 1965 – Групна фаза - 1968 – 1. место - 1970 – Групна фаза - 1972 – 4. место - 1974 – 1. место - 1976 – Групна фаза - 1978 – Нису учествовали - 1980 – Нису се квалификовали - 1982 – Нису се квалификовали - 1984 – Повукли се - 1986 – Нису се квалификовали |  | - 1988 – Групна фаза - 1990 – Нису се квалификовали - 1992 – Четвртфинале - 1994 – Четвртфинале - 1996 – Четвртфинале - 1998 – 4. место - 2000 – Групна фаза - 2002 – Четвртфинале - 2004 – Групна фаза - 2006 – Четвртфинале - 2008 – Нису се квалификовали - 2010 – Нису се квалификовали - 2012 – Нису се квалификовали - 2013 – Групна фаза - 2015 – 3. место |